# Carex hokarsarensis
Carex hokarsarensis är en halvgräsart som beskrevs av E.U.Haq och Dar. Carex hokarsarensis ingår i släktet starrar, och familjen halvgräs. Inga underarter finns listade i Catalogue of Life.